# Catedrala din Roskilde
Catedrala din Roskilde (în daneză Roskilde Domkirke), de pe insula Zeelanda (Sjælland) din estul Danemarcei, este o catedrală a Bisericii Luterane a Danemarcei⁠(d).
Catedrala este cea mai importantă biserică din Danemarca, biserica oficială de înmormântare a monarhilor danezi și un sit în Patrimoniul Mondial UNESCO. A fost astfel clasificat pe două criterii: arhitectura catedralei expune 800 de ani de stiluri arhitecturale europene și este unul dintre primele exemple din Scandinavia de catedrală gotică construită din cărămidă, și a încurajat răspândirea stilului gotic de cărămidă⁠(d) în întreaga Europă de Nord. Construită în secolele al XII-lea și al XIII-lea, catedrala încorporează atât trăsături arhitecturale gotice, cât și romanice⁠(d) în designul său. Catedrala a fost principalul loc de înmormântare pentru monarhii danezi încă din secolul al XV-lea. Ca atare, a fost extinsă și modificată semnificativ de-a lungul secolelor pentru a găzdui un număr considerabil de capele funerare, iar numeroasele capele adăugate prezintă stiluri arhitecturale diferite.
Catedrala este o atracție turistică majoră, aducând peste 165.000 de vizitatori anual. Din 1995 a fost inclusă în Patrimoniul Mondial UNESCO datorită arhitecturii sale unice. Lăcașul funcționează ca biserică și găzduiește de asemenea concerte pe tot parcursul anului.

## Istorie

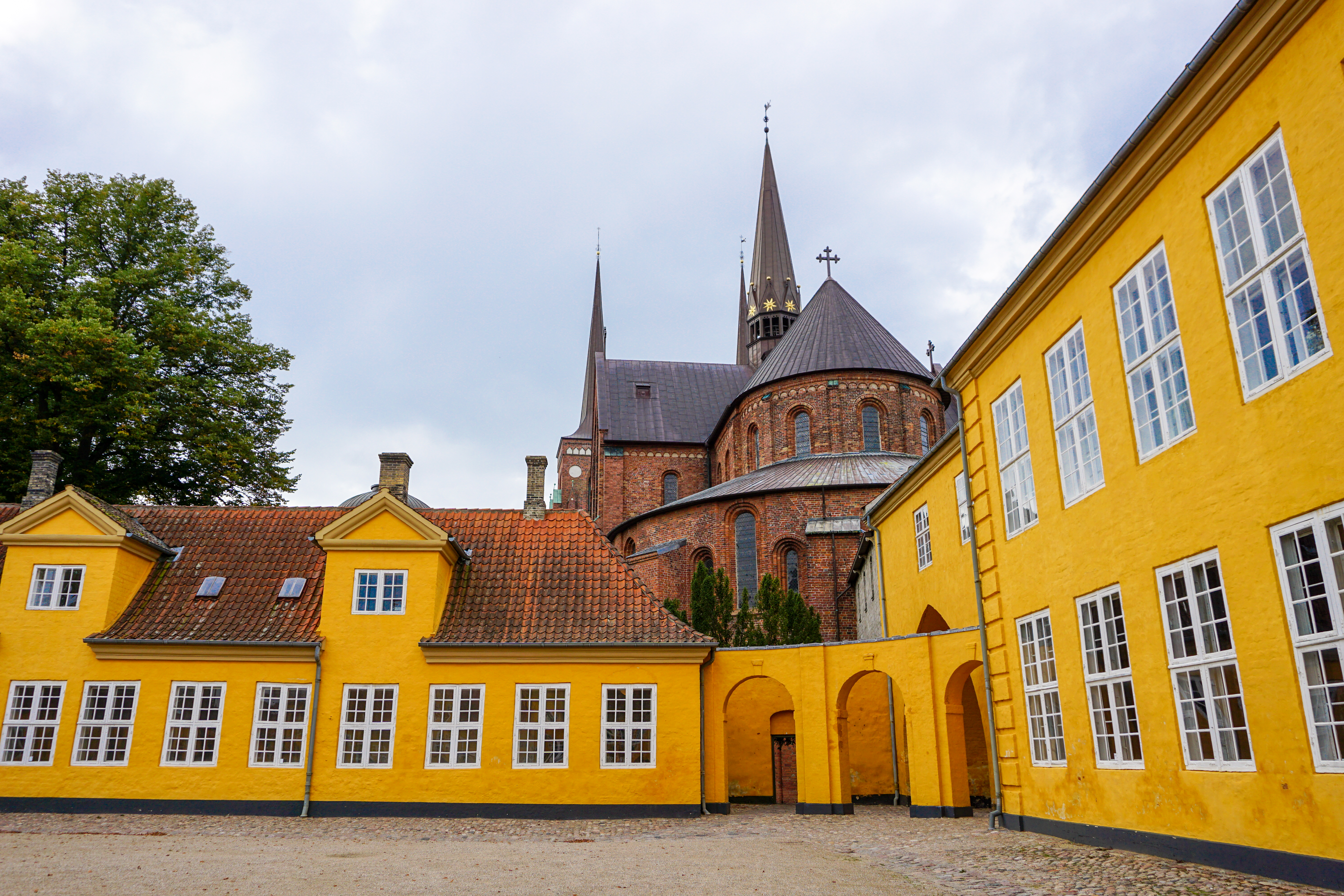
Catedrala văzută din Bispegården (casa episcopului).

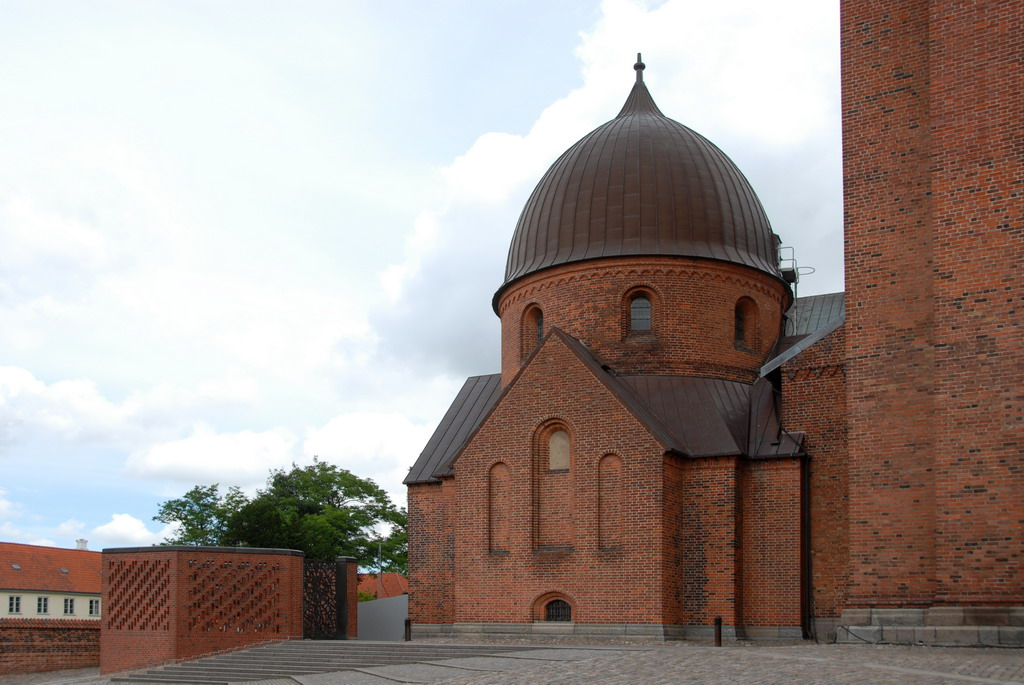
Capela lui Christian al IX-lea (dreapta) și mormântul lui Frederick al IX-lea (stânga).

### Bisericile anterioare
Orașul Roskilde a fost proclamat noua capitală a Danemarcei de către regele Harald Dinte-Albastru jurul anului 960. Regele locuise anterior în Jelling, unde a construit o biserică și a ridicat pietrele runice de la Jelling⁠(d), dar după ce i-a unit pe danezi și norvegieni, era necesară o mutare pentru a permite monarhului să rămână aproape de centrul puterii din noul regat. Potrivit unor surse scrise, atunci când s-a mutat la Roskilde, Dinte-Albastru a construit o fermă regală și, lângă ea, o mică biserică de lemn, închinată Sfintei Treimi. Se știe puțin despre Biserica Sfânta Treime, și cu atât mai puțin despre arhitectura sa, dar, în ciuda istoriei sale scurte, se știe că acolo au avut loc cel puțin două evenimente. În Gesta Hammaburgensis ecclesiae pontificum⁠(d) a lui Adam din Brema⁠(d), există o relatare despre cum fiul regelui, Svend Barbă-Despicată, s-a ridicat împotriva sa, obligându-l să fugă la Jomsborg⁠(d). Când Dinte-Albastru a murit în 985/986, armata care fusese ridicată împotriva lui i-a adus trupul la Roskilde și l-a îngropat în biserica pe care o construise. La Crăciun, în 1026, Ulf Jarl a fost ucis de un huskarl⁠(d) (slujitor liber) al lui Knut cel Mare. Deși sursele diferă, acest lucru s-a întâmplat fie în interiorul bisericii (Chronicon Roskildense⁠(d)), fie la ferma regală (Gesta Danorum⁠(d) de Saxo Grammaticus). Ulf fusese căsătorit cu sora lui Knut cel Mare, Estrid⁠(d), care a fost revoltată de crimă și a cerut o wergeld.
Există unele îndoieli cu privire la momentul în care Roskilde a devenit sediul episcopului de Roskilde⁠(d). Când Sweyn Forkbeard a cucerit Anglia în 1013, el a început să trimită episcopi englezi în Danemarca, proces care a fost continuat de succesorul său Knut cel Mare. Aceasta a provocat un conflict cu arhiepiscopul de Hamburg⁠(d), care considera Scandinavia ca aparținând Arhiepiscopiei Bremenului. Cel mai vechi episcop cunoscut de Roskilde a fost Gerbrand, care fusese cleric cu Knut cel Mare și care a fost interceptat de oamenii arhiepiscopului de Hamburg-Bremen când a navigat în Danemarca în 1022. Abia după ce a jurat credință arhiepiscopului i s-a permis să-și continue călătoria. Arhiepiscopul avea motive întemeiate să fie bănuitor, întrucât documentele vremii sugerează că Knut cel Mare ar fi plănuit să înființeze o arhiepiscopie la Roskilde, cu Gerbrand ca arhiepiscop.
Finanțată de zestrea primită de Estrid Svendsdatter⁠(d), fosta biserică Sfânta Treime a fost dărâmată, și construcția unei catedrale de piatră a început în jurul anului 1026. Este posibil ca ea să fi format fundația catedralei de travertin de mai târziu, dar este greu de spus, deoarece două catedrale au fost construite ulterior pe același loc. Cu toate acestea, o săpătură arheologică din 1968 a arătat că fundațiile ambelor clădiri erau la aceeași înălțime, ceea ce nu ar avea sens dacă două clădiri separate ar fi fost construite într-o perioadă de 50 de ani.
Este, însă, cert că pe acel loc a fost construită o catedrală de travertin. Construcția a fost începută de episcopul Wilhelm între 1060–1073 și a fost finalizată de succesorul său Svend Nordmand în jurul anului 1080. Noua catedrală a fost construită folosind travertin, o piatră găsită din abundență în jurul fiordului Roskilde⁠(d). A fost construită ca o bazilică în stil romanic, cu arcade interioare pe jumătate rotunjite pentru a susține tavanul interior plat, cu două turnuri ce flanchează intrarea din față de la vest. La nord, a fost construită o mănăstire de piatră cu trei laturi pentru călugări și alții asociați cu catedrala. Succesorul lui Svend Nordmand, Arnold, a adăugat un zid în jurul clădirii, care trebuia să acționeze ca o garanție a siguranței pentru oricine caută adăpost acolo. Cu toate acestea, Arnold a fost considerat și episcopul care a pierdut Arhiepiscopia Scandinaviei în fața Catedralei Lund, ca urmare a lipsei sale de motivație.
Odată finalizată noua catedrală, a existat dorința de a obține niște moaște pentru ea. Doi canonici (clerici ai catedralei) au fost trimiși la Roma pentru a găsi ceva potrivit. Legenda spune că, în timp ce se odihneau după sosirea lor, Sfântul Lucius, care fusese papă între 253 și 255, le-a apărut în fața lor și le-a spus că a fost ales să fie patronul Roskildei până la sfârșitul timpurilor. A doua zi, cei doi canonici au fost duși la Santa Cecilia in Trastevere pentru a alege dintre numeroasele moaște de acolo. Au văzut un craniu strălucind puternic, craniul Sfântului Lucius. La întoarcere, în timp ce canonicii navigau prin Marele Belt⁠(d), nava lor a fost atacată de un demon puternic care pândea de mult în apele daneze. Echipajul a tras la sorți și canonicului care purta craniul Sfântului Lucius i-a revenit sarcina de a se sacrifica. El a făcut o rugăciune sfântului, a spălat craniul de trei ori, a aruncat apa în ocean și a sărit peste bord. Spre surprinderea tuturor, canonicul a putut să meargă pe apă. Demonul a dispărut țipând în adâncuri, și nu a mai fost văzut niciodată.
Nu se știe cu siguranță în ce an au sosit moaștele în Roskilde, doar data, 25 august, deoarece în acea dată se sărbătorește întotdeauna sosirea lor. Prima mențiune scrisă a moaștelor datează de Ælnoth⁠(d), un călugăr din Odense, care a descris-o într-o lucrare despre viața lui Knut cel Sfânt în 1122. Un alt artefact al perioadei, un sigiliu sculptat dintr-un colț de morsă, care îl înfățișează pe Sfântul Lucius între turnurile gemene ale catedralei, a fost datat la începutul secolului al XII-lea. Este posibil ca moaștele să fi fost achiziționate pentru a ajuta la dobândirea Arhiepiscopiei Roskilde, care a fost dată lui Lund în 1103/1104.

### Catedrala actuală

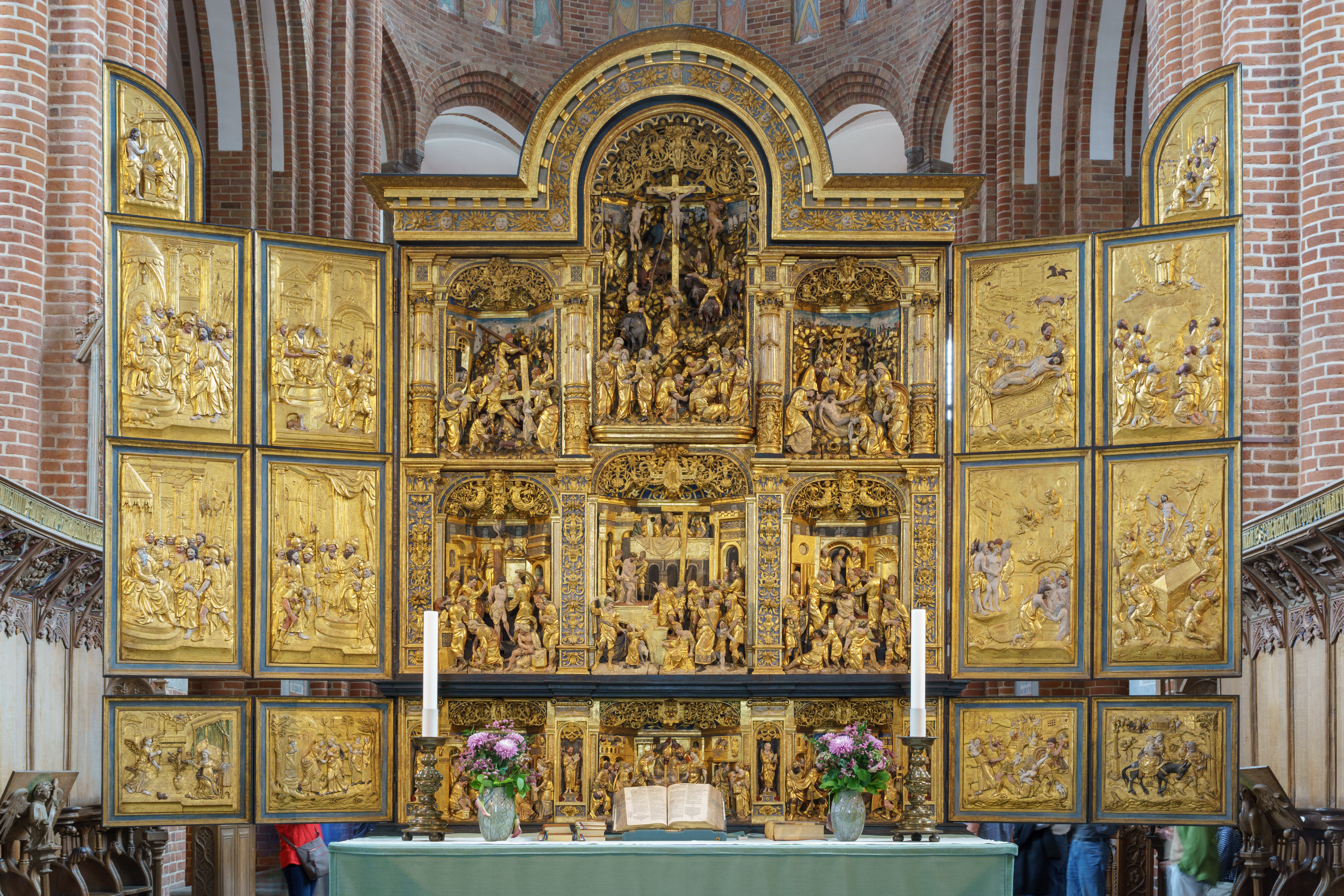
Altarul

La scurt timp după ce a devenit episcop de Roskilde în 1157, Absalon a început să extindă catedrala de travertin. În 1160, arta arderii cărămizilor a fost adusă în Danemarca din Italia de călugări, și a început să se folosească noul material. Cercetătorii au decis să construiască o nouă catedrală în jurul celei existente, ceea ce permitea ca slujbele să continue în timpul construcției. S-a crezut mult timp că episcopul Absalon a început construcția, iar când Absalon a fost forțat să renunțe la postul său de episcop de Roskilde în 1191, doar cele două etaje ale absidei, turnurile corului și o parte a transeptului au fost finalizate. Succesorul lui Absalon, Peder Sunesen, îmbrățișând noul stil gotic francez⁠(d), a făcut ulterior modificări semnificative planurilor, dărâmând turnurile corului și reducând lățimea transeptului. Dar noile cercetări îl indică pe Peder Sunesen ca principalul inițiator și, prin urmare, catedrala nu a fost reconstruită, ci construită în perioada de tranziție dintre romanic și gotic, astfel că ea prezintă elemente din ambele stiluri.
Corul a fost finalizat și inaugurat în 1225, ceea ce a permis începerea slujbelor acolo, iar vechea catedrală de travertin a fost dărâmată. Lucrările la naos au continuat în următorii 55 de ani, limitate fiind de fonduri, de lipsa cuptoarelor pentru arderea cărămizilor și de ierni. Cu excepția celor două turnuri de pe fațada de vest, catedrala a fost finalizată până în 1280, iar lucrările la interior au continuat, încetinite de un incendiu din 1282 care a distrus și câteva dintre casele canonicului din zonă. Catedralei au fost adăugate și mai multe capele, iar în 1405 s-au finalizat lucrările la turnuri.

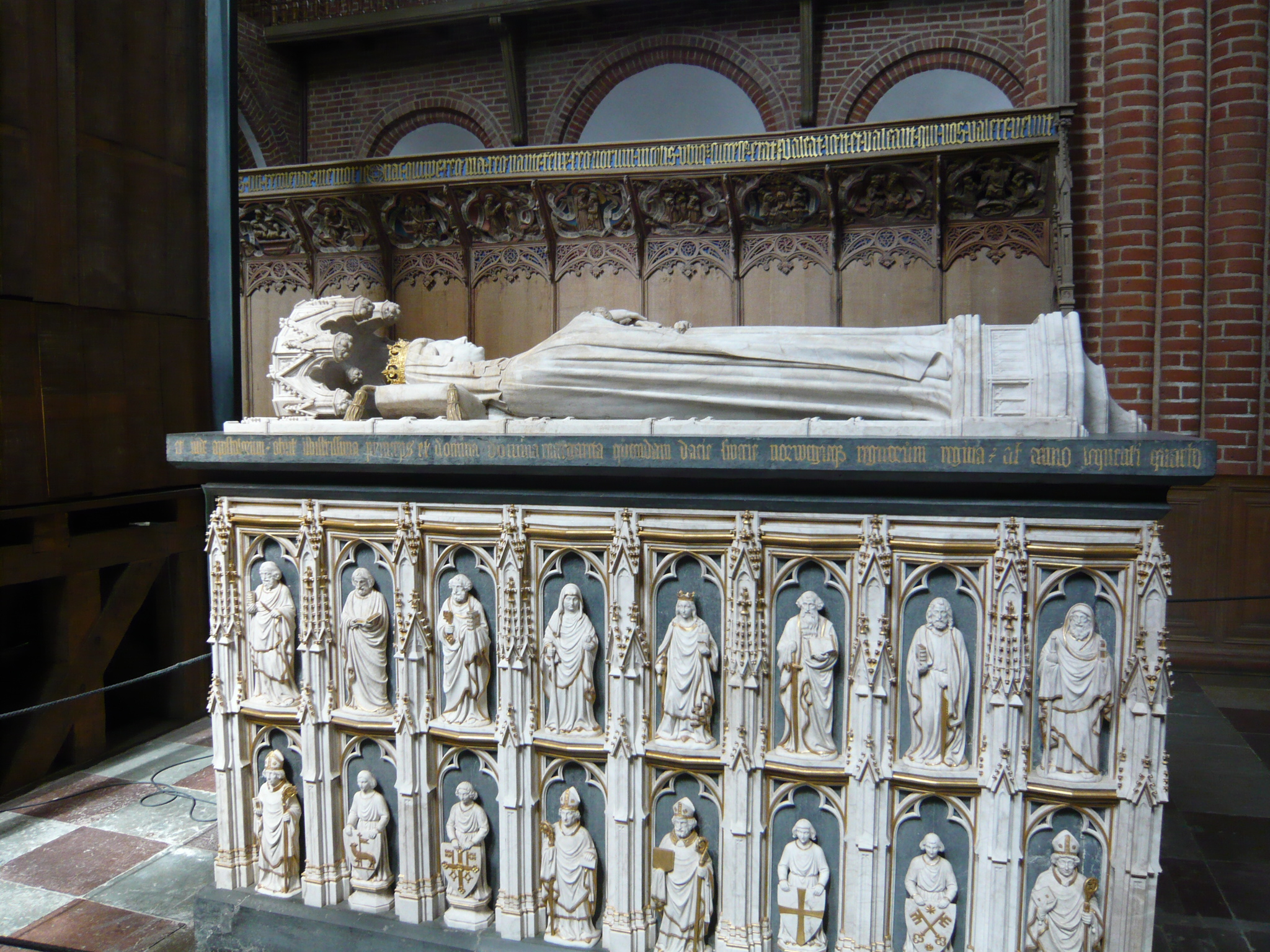
Sarcofagul reginei scandinave Margrethe I.

Când Margrethe I a murit în 1412, a fost înmormântată în capela familiei ei din Sorø Klosterkirke⁠(d). În anul următor însă, episcopul Peder Jensen Lodehat, care fusese cancelarul și duhovnicul reginei, i-a adus trupul la Catedrala din Roskilde. Călugării din Sorø au fost revoltați, mai ales pentru că pierderea rămășițelor pământești ale reginei însemna o pierdere semnificativă de venituri din requiem — la acea vreme, călugării și clerul erau plătiți în mod obișnuit pentru a spune liturghii de requiem pentru o persoană decedată și pentru o regină astfel de liturghii s-ar fi ținut probabil în mod regulat permanent, fiecare aducând o taxă – precum și o pierdere de prestigiu. Deși pusă adesea pe seama episcopului, este foarte posibil ca mutarea să fi fost orchestrată de fiul adoptiv al reginei, Eric de Pomerania. Acest lucru este întărit de inscripția de pe sarcofag, care descrie modul în care a fost dăruit de noul rege, Eric al VII-lea, în 1423.
În „Chronica novella”, cronicarul german Hermann Korner⁠(d) descrie vasta ceremonie de înmormântare care a durat trei zile și care l-a implicat pe regele Eric al VII-lea, câțiva nobili, pe arhiepiscopul de Lund și pe toți episcopii danezi. Există o relatare despre modul în care procesiunea a acordat danii substanțiale fiecăruia dintre cele 50 de altare din catedrală. În prima zi, cuplul regal dăruia fiecărui altar un ornament de aur, un antependiu⁠(d) de aur și un potir de argint; nobilii dădeau fiecare câte un florin pe altare; iar cavalerii, scutierii și oricine altcineva dorea să ofere daruri aducea fiecărui altar monede de argint din Lübeck⁠(d). În a doua și a treia zi, cuplul regal dădea câte doi nobili⁠(d) pe fiecare altar, nobilii le dăruiau câte un florin, iar restul procesiunii dădeau monede de argint după cum doreau. Ce a mai rămas din monedele de argint au fost apoi puse într-un vas, pentru a fi aruncate printre săracii din Roskilde.
La 14 mai 1443, un incendiu a cuprins Roskilde, distrugând cea mai mare parte a orașului și toate casele clerului, cu excepția a trei dintre ele. Focul a fost atât de intens încât geamurile au crăpat, iar acoperișul de plumb s-a topit. Catedrala a fost grav avariată și abia în 1463 episcopul, Oluf Mortensen, a putut să o resfințească. Pentru a ajuta la reconstrucția sa, episcopii Danemarcei au semnat fiecare o scrisoare prin care acordau 40 de zile de indulgență oricui ar contribui la costul acesteia. Reconstrucția ar fi putut fi ajutată și de decizia lui Christian I de a construi o capelă la catedrală. Capela Magilor a fost construită în anii 1460 și, împreună cu sarcofagul lui Margrethe I și cu rămășițele din bisericile anterioare, marchează cele mai timpurii înmormântări regale.
Reforma⁠(d) a sosit în 1536, marcând o întorsătură negativă bruscă pentru Catedrala din Roskilde. Nu numai că episcopul de Roskilde, Joachim Rønnow, a fost închis la Castelul Copenhaga⁠(d), ci dieceza a fost mutată la Copenhaga, iar Peder Palladius⁠(d) a devenit noul superintendent⁠(d) al Zeelandei și mai târziu episcop. Hans Tausen, care căutase să încurajeze adoptarea pe scară largă a Reformei, a fost trimis la Roskilde în 1538 pentru a ajuta la convertirea clericilor care se opuneau noilor idei. La o reuniune a Reformei din 1540, s-a hotărât ca toată proprietatea episcopului să aparțină acum regelui, devenit atât în mod simbolic, cât și în realitate, capul Bisericii Danemarcei⁠(d). Catedrala fusese deja obligată să predea o parte din proprietățile sale în timpul Războiului Contelui⁠(d), dar în urma deciziei și în fața unui război iminent împotriva suedezilor, confiscarea proprietăților bisericii a fost intensificată. Printre cele mai de preț posesiuni ale catedralei se număra o statuie de lemn a Sfântului Lucius, acoperită cu aur și pietre prețioase. Capitulul s-a luptat din greu să-și păstreze proprietatea, cerând la un moment dat o chitanță pentru unele dintre bunurile confiscate, la care oamenii regelui au răspuns că regele nu trebuie să înmâneze chitanță pentru ceva ce îi aparținea deja.

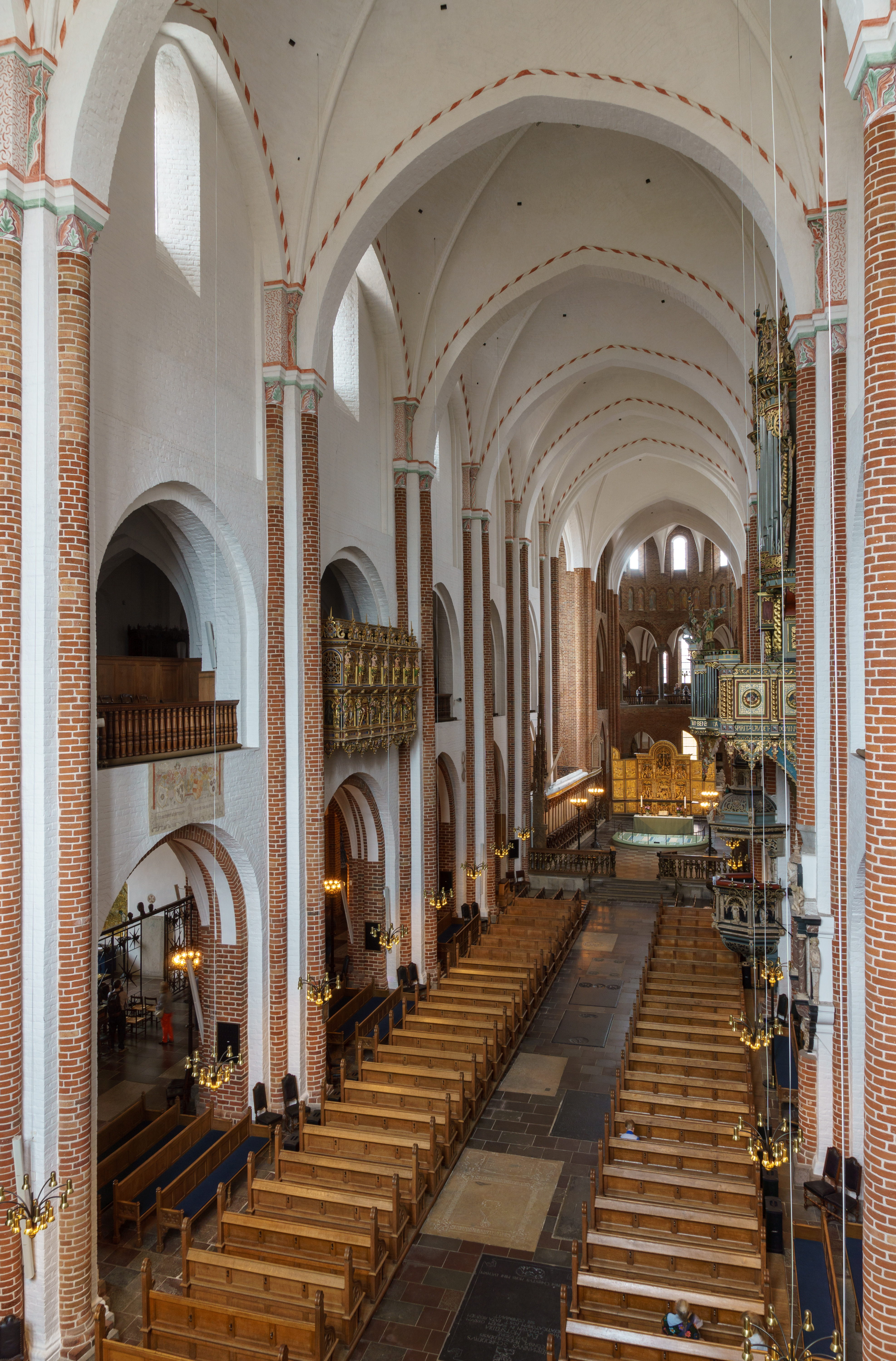
Naosul catedralei

După Reformă, catedrala a fost deschisă congregației obișnuite, fiind necesară achiziționarea de mobilier nou, în special strane⁠(d). Ca și în alte foste catedrale catolice, corul, care fusese separat de naos printr-un zid mare, a fost lăsat intact cu altarul așezat pe perete.
Deși catedrala a trecut prin dificultăți financiare, fiind nevoită să-și dea toate proprietățile (care includeau la acea vreme una din patru ferme din Zeelanda și 30 de moșii mari), ea a fost înzestrată cu o varietate de daruri de la Christian al IV-lea: retablul (între 1555 și 1623), o cutie regală în jurul anului 1600, amvonul în 1610, propria sa capelă funerară în 1614, construcția emblematicelor turnuri gemene în 1633 și în cele din urmă un mare portal de intrare renascentist din gresie în 1635.
La 26 februarie 1658, în catedrală a fost semnat Tratatul de la Roskilde⁠(d). În prada luată de suedezi de la catedrală, se afla rochia aurie a lui Margrethe I, care era așezată într-un dulap lângă sarcofagul ei. Rochia a fost luată de regina consoartă suedeză Hedwig Eleonora și se află acum la Catedrala din Uppsala. În 1690, Christian al V-lea a ordonat golirea vechiului cor catolic, astfel încât să poată crea o criptă sub el pentru copiii pe care i-a avut cu amanta sa Sophie Amalie⁠(d). Aceasta a permis și ca altarul să fie mutat în poziția sa actuală.
În 1774, lucrările la a treia capelă funerară regală, capela lui Frederic al V-lea, au început odată cu îndepărtarea capelei preexistente a Maicii Domnului. Curând s-au terminat banii și lucrarea a fost finalizată abia în 1825. Între timp, în 1806, catedrala și-a vândut inventarul din vremurile catolice la o celebră licitație. Printre articolele vândute s-a numărat un mare crucifix care a mers la un fierar local. În timp ce tăia crucifixul pentru lemn de foc, capul lui Isus s-a deschis și din el a căzut o cruce patriarhală⁠(d) mică, de aur. La o inspecție mai atentă, s-a descoperit că crucea era goală și că o așchie din crucea lui Hristos era ascunsă înăuntru. Zvonul despre descoperire a ajuns rapid la Colecția Regală de Artă, mai târziu la Muzeul Național al Danemarcei, care a achiziționat-o imediat.
În 1871, portalul de intrare a fost înlocuit cu unul care se potrivea cu restul catedralei, în timp ce vechiul portal a fost donat Bisericii Holmen⁠(d). Cu toate acestea, când a sosit noul portal, starostele a văzut cu groază că acesta era o copie proastă a stilului vechi. Dar nu a avut de ales decât să îl înalțe.
Lucrările la a patra capelă funerară regală au început în 1915, iar înainte de finalizarea ei în 1924, Roskilde a fost din nou făcută eparhie. La 27 august 1968, pe măsură ce lucrările de restaurare la turla Margrethe se apropiau de finalizare, turla a ars, amenințând să se prăbușească în cor. În timpul operațiunilor de stingere a incendiilor, membrii apărării civile și ai personalului bisericii au acoperit scaunele canonicului, altarul și sarcofagele din retrocor cu pături de foc umede, în speranța de a preveni deteriorarea obiectelor valoroase. Ministrul Apărării al Danemarcei a ordonat interzicerea completă a operațiunilor cu avioane în zonă, în așteptarea investigațiilor pentru a stabili dacă cavourile sunt în pericol de prăbușire. Ulterior s-a descoperit că, în ciuda interzicerii totale a oricăror surse de căldură în zona în care avea loc restaurarea, meșterii fumau și foloseau arzătoare în pod. Cea mai recentă adăugare la catedrală a fost în 1985, când a fost inaugurat Noua Necropolă, cunoscută și sub denumirea de „Mormântul lui Frederic al IX-lea”.
În 2018, viitorul loc de odihnă și monument pentru fosta regină a Danemarcei Margareta a II-a au fost amplasate în capela Sf. Brigitte. Designul este realizat de sculptorul danez Bjørn Nørgaard⁠(d). Un model este expus în catedrală alături de o expoziție despre tradiția înmormântărilor regale.

## Descriere

Fresce ale stemelor regale ale lui Christian I și Dorotheei de Brandenburg în Capela Magilor

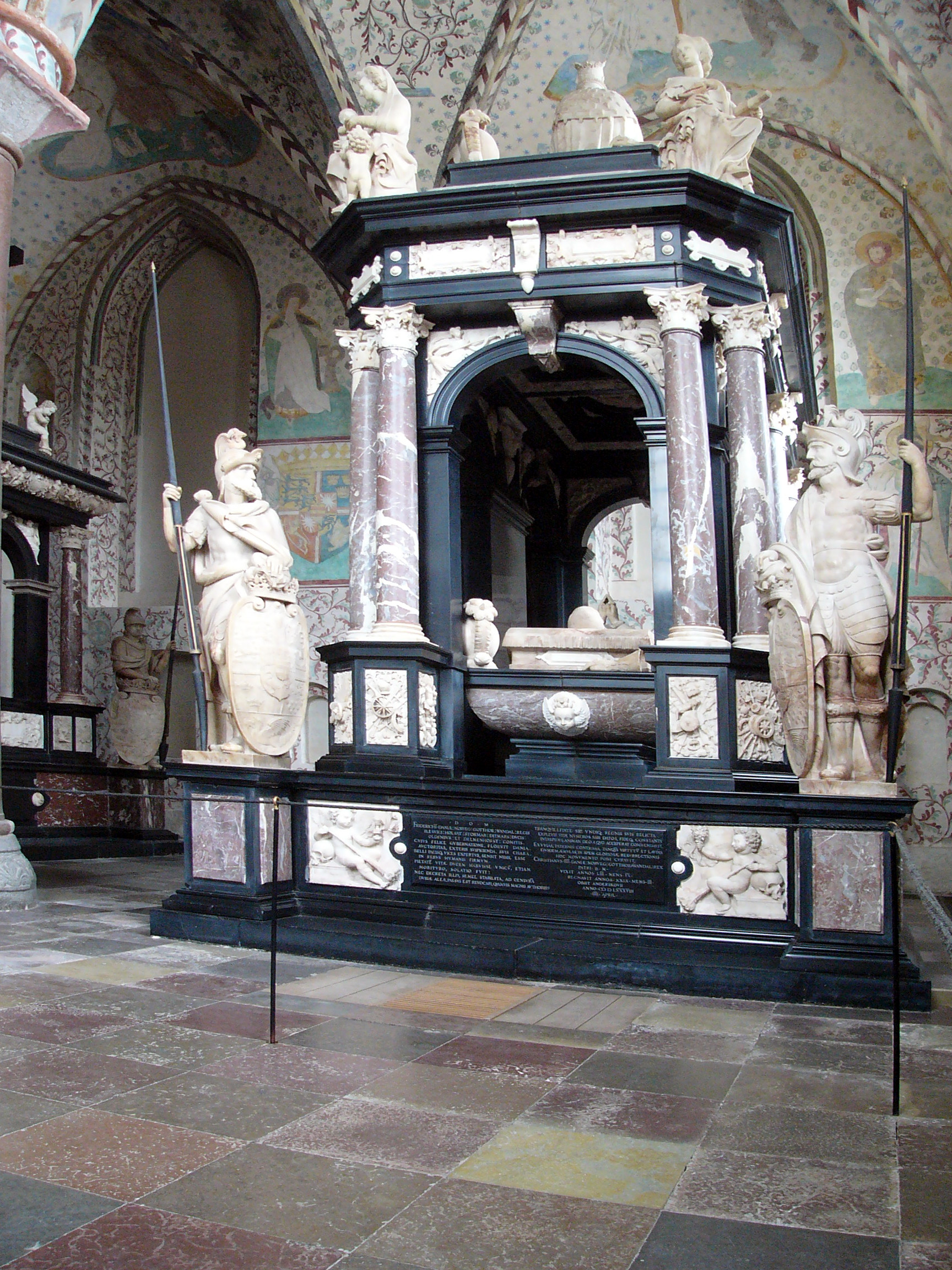
Monumentul funerar al lui Frederic al II-lea de Gert van Egen în Capela Magilor

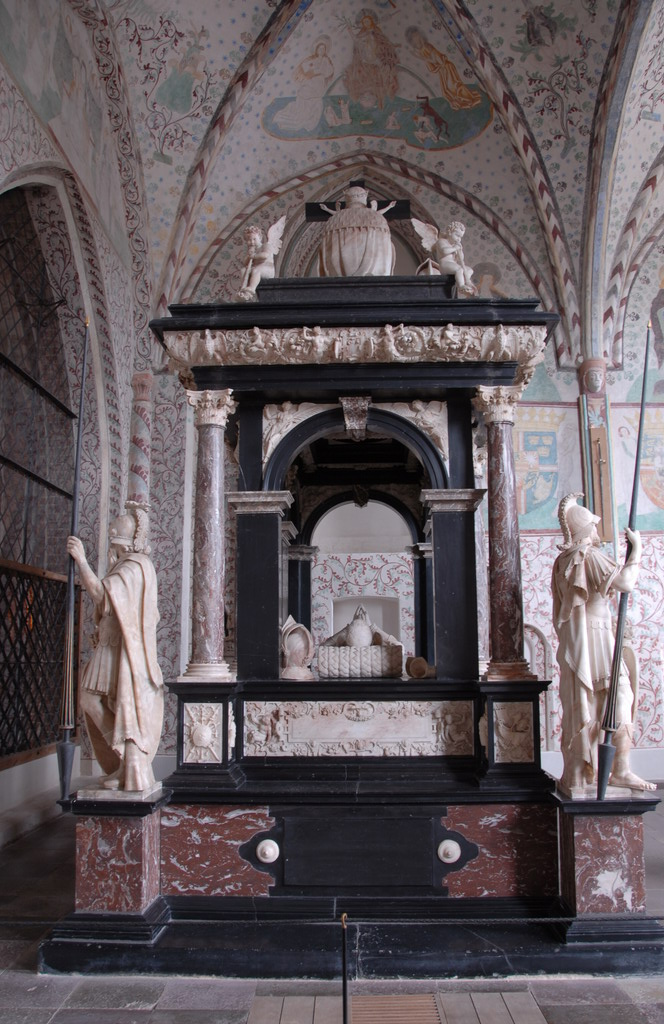
Monumentul funerar al lui Christian al III-lea de Cornelis Floris

### Capele

#### Capela Magilor (Capela lui Christian I)
Când regele Christopher al III-lea a murit fără copii în 1448, văduva sa Dorothea de Brandenburg s-a recăsătorit cu noul rege ales, Christian I. În câțiva ani, el a devenit rege al Danemarcei, Norvegiei și Suediei, iar Dorothea a dat naștere viitorului rege Ioan, înființând astfel Casa de Oldenburg. Pe fondul acestor evenimente, Christian I a hotărât să construiască o capelă măreață la catedrală. Instrumentul de ctitorie a fost semnat la 28 aprilie 1459. Prin el, nu numai că se poruncea construirea capelei, ci se acordau și mari suprafețe de teren bisericii. În primăvara anului 1462, regele a cerut papei Pius al II-lea îngăduință pentru construirea capelei, permisiune care a fost în cele din urmă acordată după vizita lui la Papa Sixt al IV-lea la Roma în 1474.
Construită în stil gotic, în concordanță cu restul catedralei, capela este formată din două etaje, etajul inferior fiind destinat drept capelă funerară pentru Christian I, iar etajul superior ca Sală Mare⁠(d) pentru membrii nou înființatei Frății a Maicii Domnului, precursarea Ordinului Elefantului⁠(d) din zilele noastre. Cele două etaje se sprijină pe un stâlp central de granit, așa-numitul Stâlp al Regelui, unde numeroși regi și-au măsurat înălțimea de-a lungul anilor. Dintre regii măsurați, Petru cel Mare, măsurat în 1716, este cel mai înalt, în timp ce Chulalongkorn al Siamului⁠(d), măsurat în 1907, este cel mai scund. Se crede că însemnul de înălțime pentru Christian I este o eroare tehnică, deoarece regele ar fi fost înalt, dar nu uriașul pe care l-ar sugera marcajul.

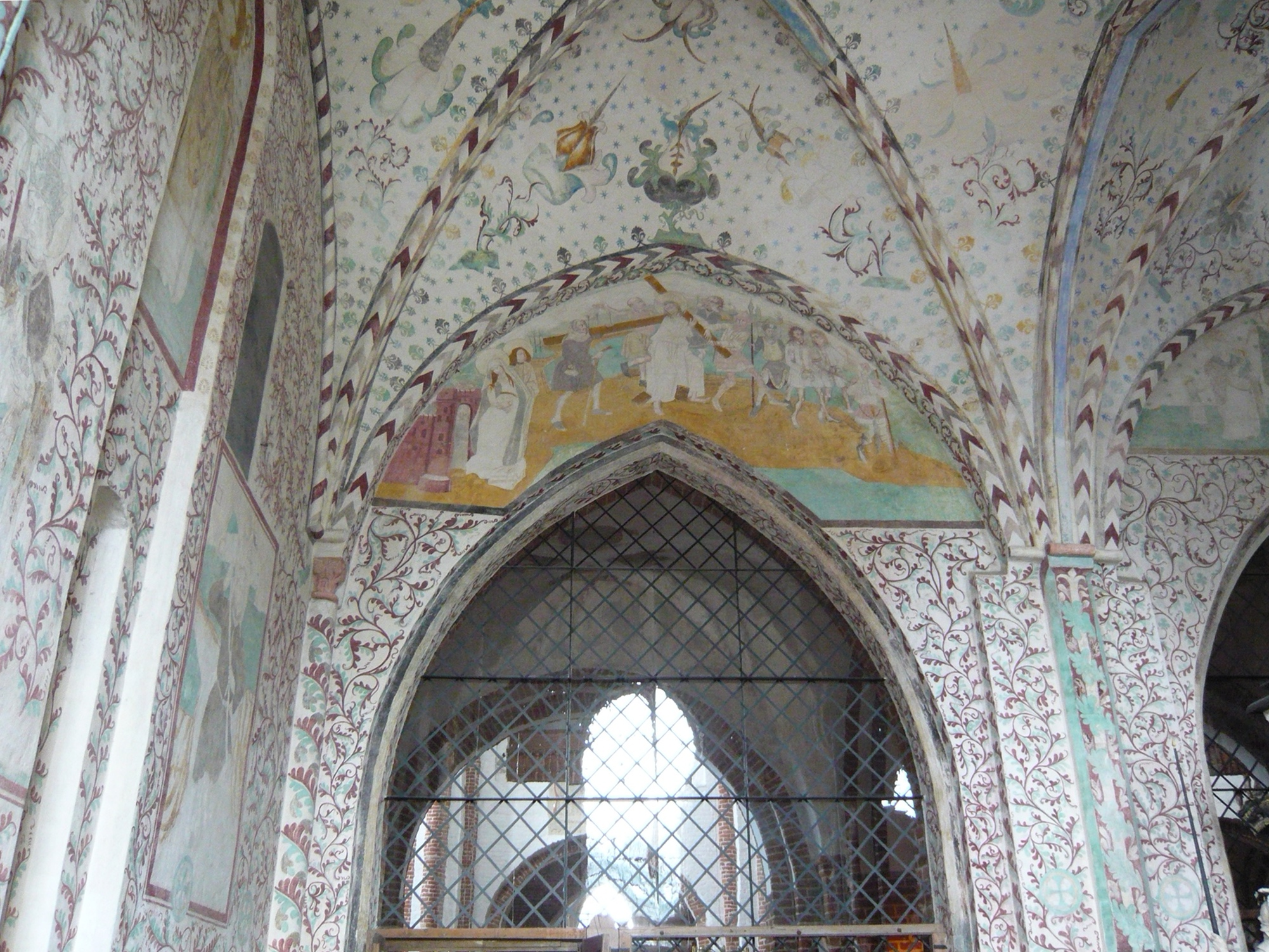
Fresce din c. 1460 decorează capela

Mormintele lui Christian I și reginei Dorothea sunt marcate cu o pereche de pietre simple, deoarece capela în sine urma să fie considerată monumentul lor funerar, în timp ce monumentele funerare ale lui Christian al III-lea și Frederic al II-lea domină etajul inferior. Monumentul de alabastru, Rouge Belge⁠(d) și Noir Belge⁠(d) al lui Christian al III-lea a fost creat între 1574–75 de sculptorul Cornelis Floris⁠(d) din Antwerpen. Când sculptorul a murit în octombrie 1575, monumentul era mai mult sau mai puțin complet, lipsind doar stema și inscripțiile, care urmau să fie adăugate de heraldul⁠(d) Jan Baptist Guidetty. Ele nu au fost adăugate niciodată, iar când spaniolii au jefuit Antwerpenul⁠(d) în noiembrie 1576, monumentul a fost păstrat până când văduva lui Cornelis Floris a plătit o răscumpărare. Văduva a trimis apoi veste la curtea daneză, cerând ca monumentul să fie recuperat și contribuția ei acoperită, ceea ce nu s-a făcut până în 1578. Când monumentul a ajuns în Helsingør, doi pietrari⁠(d) locali au început lucrul la finalizarea monumentului, iar în vara anului 1580 a fost plasat în cele din urmă în capelă.
Monumentul lui Frederic al II-lea, realizat din aceleași materiale, a fost construit între 1594–1598 de sculptorul flamand Gert van Egen⁠(d), care a fost elevul lui Cornelis Floris și locuia în Elsinore. Ambele monumente sunt însă goale, deoarece sicriele au fost îngropate sub podeaua capelei.  Foarte probabil, și Regele Ioan a fost îngropat în capelă, dar în ultimii săi ani, lui și soției sale le-a plăcut atât de mult să trăiască în Castelul Næsbyhoved de lângă Odense, încât el și-a exprimat preferința să fie îngropați în catedrala franciscană⁠(d) din oraș. Episcopul și canoanele din Roskilde au susținut însă că regele hotărâse să fie înmormântat la Roskilde. Văduva regelui, Christina de Saxonia, a trimis o scrisoare papei Leon al X-lea prin care i-a cerut ajutorul, iar în răspunsul său, papa a afirmat că ultima dorință a unui om trebuie întotdeauna îndeplinită și, prin urmare, regele a fost înmormântat la Odense.
Bolțile și pereții capelei sunt bogat decorate cu fresce, datând din anii 1460, când capela a fost creată de Christian I și de soția sa. După ce au fost văruite, ele au fost redescoperite în 1826. Stemele regelui și reginei decorează peretele de est al capelei.
Etajul superior este folosit în prezent ca muzeu, expunând diverse artefacte, cum ar fi vitralii colorate vechi și furnizând o aprofundată trecere în revistă a istoriei catedralei.

#### Capela lui Christian al IV-lea

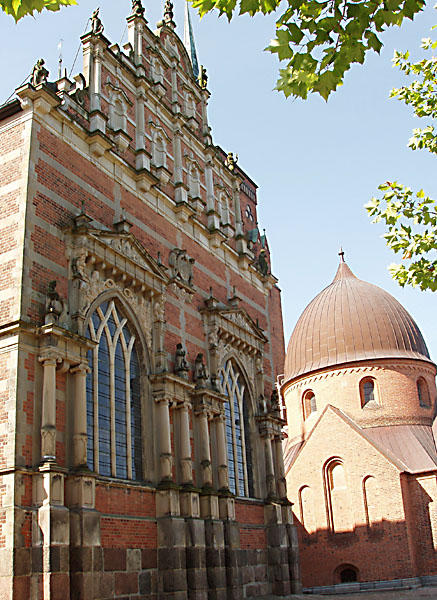
Exteriorul capelei lui Christian al IV-lea

Construcția capelei a fost comandată de Christian al IV-lea însuși în 1613, după moartea reginei sale Anne Cathrine cu un an înainte, când și-a dat seama că spațiul din interiorul catedralei era pe terminate. Construită în stil renascentist olandez, lucrările la exteriorul capelei au fost începute în 1614 de Lorenz van Steenwinckel⁠(d) și finalizate în 1641 de fratele său, Hans van Steenwinckel cel Tânăr⁠(d). Exteriorul a fost construit din cărămidă roșie, cu un fronton în trepte,⁠(d) orientat spre nord. Pe fiecare treaptă a frontonului este așezată o figură de gresie, reprezentând fiecare dintre virtuțile creștine⁠(d). Lângă ferestrele frontonului sunt așezate patru putti, fiecare susținând unul dintre simbolurile morții⁠(d): un craniu, o coasă, o torță îndreptată în jos și o clepsidră. În centrul frontonului se găsește blazonul⁠(d) regelui.

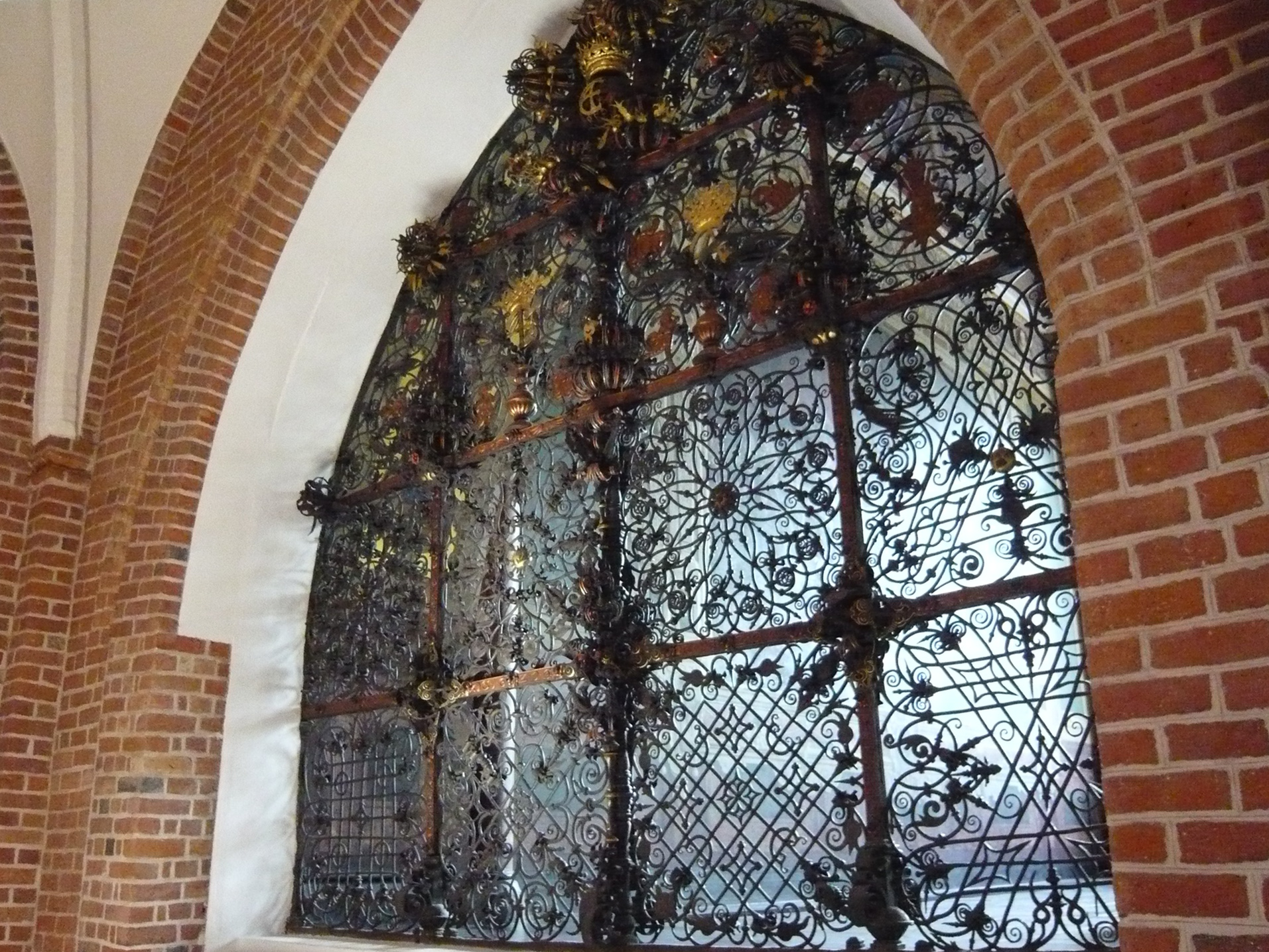
Jalogia lui

Grilele din fier forjat care separă capela de naos au fost realizate de Caspar Fincke⁠(d) în 1619 și conțin o glumă a creatorului său:
Caspar Fincke bin ich benant
Dieser arbeit bin ich bekant
(Traducere aproximativă: Caspar Fincke mă numesc, pentru această lucrare sunt celebru).
La moartea lui Christian al IV-lea în 1648, interiorul nu fusese finalizat, iar sicriul regelui a fost plasat în cripta de dedesubt. Regele și-a comandat propriul monument, înfățișându-l pe el și pe regina lui îngenunchiați în fața unui crucifix, dar din moment ce fusese finalizat înainte de moartea sa, monumentul a fost temporar depozitat în arsenalul regelui⁠(d). Când arsenalul a ars în 1647, tot ceea ce a rămas din monument a fost marele crucifix din gresie și un cap sculptat din alabastru. Ulterior, crucifixul a fost plasat în Biserica Holmen⁠(d), în timp ce capul a fost dat Muzeului Național al Danemarcei. Niciunul din succesorii regelui nu au putut oferi un loc de odihnă potrivit pentru rege și abia în 1840, în timpul domniei lui Christian al VIII-lea au început lucrările. El spera să vadă proiectul terminat până în 1848, la comemorarea a 200 de ani de la moartea lui Christian al IV-lea, dar lucrarea a fost finalizată abia în 1870.
Lucrările la interior au început în 1840 când Christian al VIII-lea a comandat o statuie a lui Christian al IV-lea renumitului sculptor Bertel Thorvaldsen⁠(d). Acesta urma să facă parte dintr-un viitor monument în cinstea lui Christian al IV-lea, care urma să fie proiectat de arhitectul GF Hetcsh, dar încă mai rămânea de stabilit cine să creeze decorațiunile. În 1845, o comisie l-a însărcinat în acest sens pe Heinrich Eddelien⁠(d), dar lucrările au progresat lent, poate din cauza implicării lui Christian al VIII-lea în amănunt în această problemă și a criticilor aduse de el lucrărilor propuse. Când Christian al VIII-lea a murit în 1848, proiectul și-a pierdut forța motivațională majoră, deoarece noul rege, Frederic al VII-lea, nu era suficient de interesat să vadă proiectul finalizat. Când Eddelien a murit în 1852, numai lucrările de pe tavanul boltit înstelat și motivele alegorice de sub acesta fuseseră finalizate, iar lucrările s-au oprit complet.

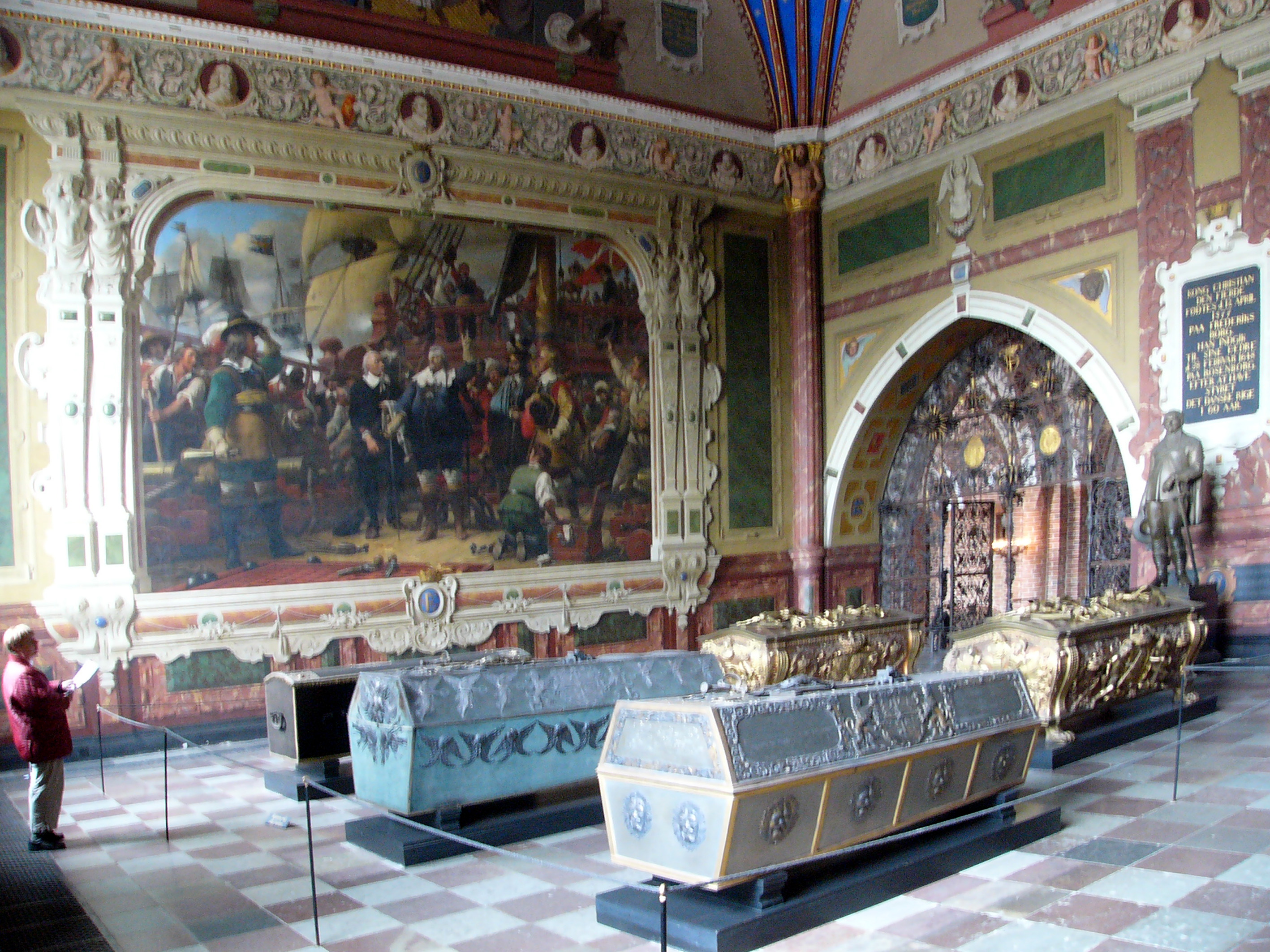
Interiorul Capelei lui Christian al IV-lea.

În 1856, Georg Hilker⁠(d) a adăugat sub bolta tavanului o friză, care urma să acționeze ca un separator între decorațiunile de tavan și pereți. Când Wilhelm Marstrand⁠(d) și Heinrich Hansen au fost numiți în cele din urmă în 1860, responsabil a fost ministrul de finanțe, CE Fenger. Comisia inițială a fost revoltată de faptul că ministrul acționase pe la spatele ei, dar vremurile s-au schimbat de când a fost formată comisia și, cum Partidul Național Liberal ajunsese putere, s-a concentrat tot mai mult pe atitudinea națională. Ministrul național-liberal simțea că finalizarea capelei lui Christian al IV-lea, pe care o considera un monument național, va întări sentimentul național în conflictul în desfășurare cu Prusia.
Marstrand și Hansen și-au prezentat propunerile de decorare în 1861, după ce au hotărât că Marstrand va face picturile, în timp ce Hansen va picta ramele. În acel an, cei doi au călătorit în Franța pentru a studia pictura în ulei pe tencuială. Marstrand a petrecut apoi verile anilor 1864–1866 la Roskilde, pictând câte un perete pe an. Când Marstrand și-a terminat munca, cele cinci sicrie din capelă au fost așezate în pozițiile lor actuale.

#### Capela lui Frederic al V-lea

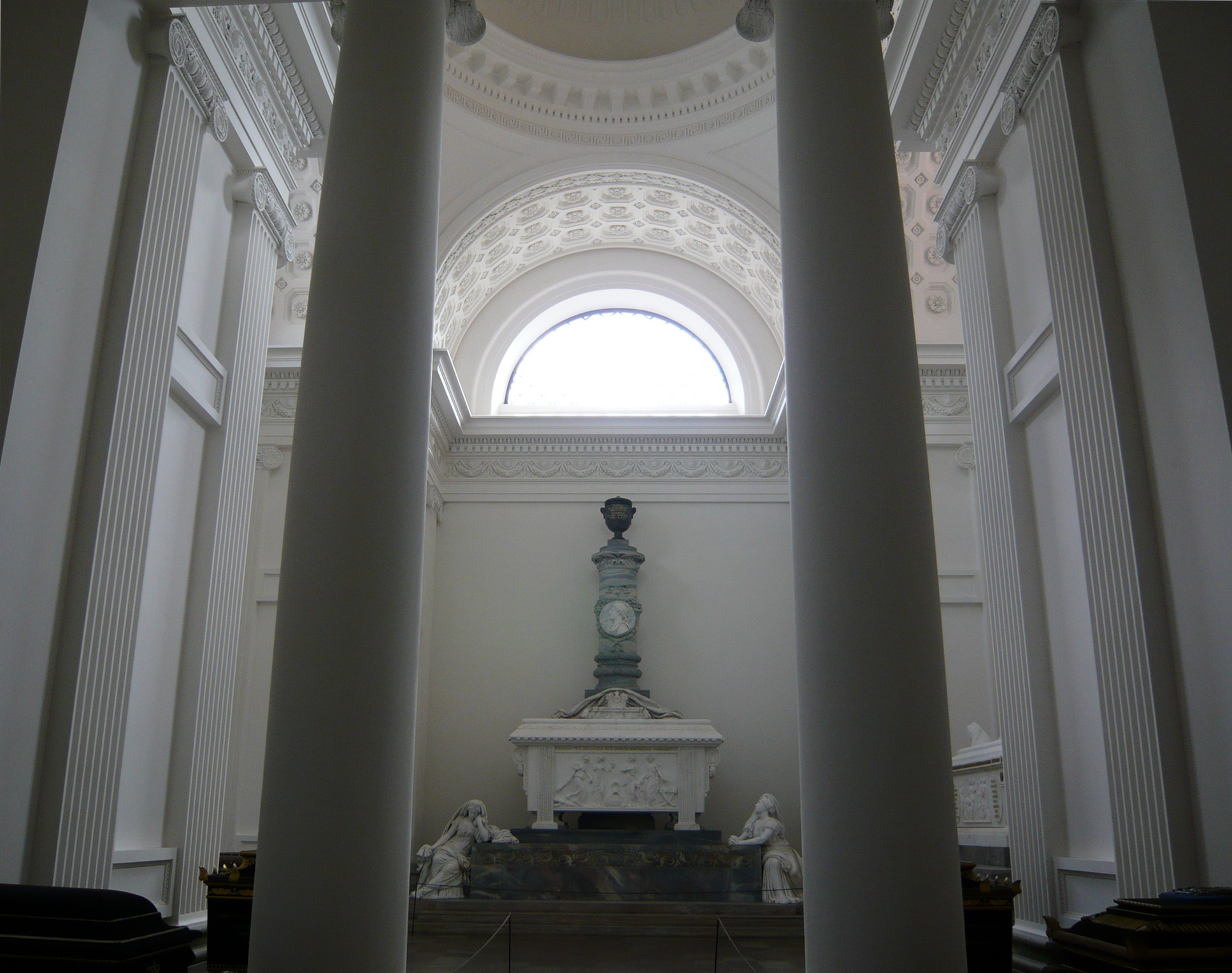
Interiorul Capelei lui Frederic al V-lea

Formată din două capele în stil neoclasic, construcția s-a desfășurat pe o perioadă de 51 de ani (1774–1825) și a necesitat îndepărtarea unei capele anterioare existente, Capela Maicii Domnului.
Construcția capelei a fost începută de CF Harsdorff⁠(d) în 1774, posibil folosind schițele timpurii făcute în timpul călătoriilor sale la Roma 1762–1764, dar din cauza lipsei de finanțare, lucrarea a fost suspendată în 1779. Lucrul a fost reluat de ucenicul său CF Hansen⁠(d) în 1820 și finalizat în 1825. Capela este formată dintr-un vestibul cu două încăperi alăturate pe laturile de nord și de sud, denumită de obicei capela lui Christian al VI-lea, și o sală în formă de cupolă cruciformă, capela lui Frederic al V-lea. În timp ce interiorul clădirii avea pereți clasici, văruiți în alb⁠(d), exteriorul a păstrat cărămida roșie caracteristică restului catedralei.
La inaugurarea capelei în septembrie 1825, sicriele care fuseseră depozitate temporar în capela lui Christian al IV-lea au fost mutate în noua capelă, iar pe măsură ce membrii familiei regale mureau, se adăugau mai multe. Acest lucru a făcut ca, în cele din urmă, capela, care fusese proiectată pentru cinci sarcofage de marmură, să conțină peste 17 sicrie în 1912. Adăugarea capelei lui Christian al IX-lea, îndepărtarea unor sicrie în cripte și o rearanjare a sicrielor, au dus însă la situația actuală în care sunt prezente doar 12 sicrie și sarcofage. Totuși a apărut și o oarecare confuzie, deoarece unele dintre sicrie nu au fost aranjate în perechi care să corespundă relațiilor care au existat în timpul vieții lor.
Capela dovedește o tendință treptată de trecere de la sarcofage mari de marmură la sicrie mai simple, acoperite cu catifea, și, în cazul lui Frederic al VII-lea, un sicriu de lemn.

#### Capela lui Christian al IX-lea
La revizuirea din 1915 a Constituției Danemarcei, Folketingul⁠(d) a decis să onoreze Familia Regală⁠(d), îndeplinind dorința regelui Christian al X-lea, prin construirea unei noi capele la catedrală, dedicată Casei de Glücksburg, care deținea tronul de când Christian al IX-lea devenise rege în 1863. Capela a fost proiectată de arhitectul catedralei de atunci, Andreas Clemmensen.
Construcția capelei, supravegheată de un anume Schledermann, maistru constructor, a început în 1919 și a fost finalizată în 1924, construită în stil renascentist bizantin, cu inspirație romană. Construită ca o prelungire a pridvorului de nord-vest, care apoi a încetat să mai existe ca clădire independentă, capela este cruciformă⁠(d) cu pereți gri și cupolă. La finalizarea sa, a existat o dezbatere abundentă în ziarele daneze, unii crezând că designul se îndepărtează complet de stilul predominant al catedralei.
În brațul de nord se află sarcofagul dublu al lui Christian al IX-lea și al reginei sale Louise. Proiectat de Hack Kampmann⁠(d), sarcofagul ar fi trebuit inițial să fie așezat în brațul estic al capelei lui Frederic al V-lea. În jurul sarcofagului sunt trei statui de figuri feminine, proiectate de Edvard Eriksen⁠(d). Statuile poartă numele de „Doliu”, „Memorie” și „Dragoste” și au fost sculptate în marmură albă din Carrara (Italia). Statuia „Doliu” se aseamănă izbitor cu statuia Micii Sirene⁠(d) din Copenhaga, fapt de altfel intenționat. Edvard Eriksen crease statuia Micii Sirene în 1911, cu doi ani înainte de a crea statuile din capelă, iar soția sa Eline Eriksen⁠(d) a servit drept model pentru ambele. În brațul vestic se află sarcofagul dublu al lui Frederic al VIII-lea și al reginei Louise, proiectat de Utzon-Frank⁠(d). Brațul estic găzduiește sicriele simple de marmură ale lui Christian al X-lea și al reginei sale Alexandrine. Sicriele au fost proiectate de Kaare⁠(d) și Naur Klint, realizate din marmură norvegiană și au un Dannebrog stilizat care acoperă capacul și părțile laterale.
După moartea Mariei Feodorovna în 1928 și în urma unei scurte ceremonii în Biserica Alexandr Nevski⁠(d) din Copenhaga și a unei ceremonii ortodoxe rusești la Roskilde, sicriul împărătesei-mame a fost plasat în capela din apropierea mormântului părinților și al fratelui și cumnatei ei. În 1957, sicriul a fost plasat în cripta de sub capelă, până în septembrie 2006, când a fost returnat Rusiei. A fost dorința împărătesei văduve de a fi înmormântată, atunci când va fi posibil, lângă soțul ei Alexandru al III-lea, în Catedrala Petru și Pavel. Acest lucru a fost posibil după ample negocieri purtate între regina Margareta a II-a și președintele Putin.
După moartea lui Frederic al IX-lea, în 1972, sicriul său a fost așezat în capelă, drapat cu stindardul său regal, păzit de trei lei de argint de la Regalia Coroanei Daneze⁠(d) și flancat de o pereche de candelabre în formă de ancoră. După ce sicriul regelui a fost îngropat în 1985, în capelă au mai rămas doar candelabrele.

#### Capela Sfântul Andrei și Capela Sfânta Brigitte
Aceste două capele, aflate în partea de nord a catedralei, sunt singurele rămășițe ale numeroaselor capele medievale care au fost atașate catedralei inițiale. Capela Sfântul Andrei a fost construită în 1396, iar Sfânta Brigitte în 1485.
Capela Sfântul Andrei a fost complet redecorată în 2010 de către artistul Peter Brandes, care a realizat un nou altar, precum și grilajul care separă capela de naos. Intenția consiliului bisericesc parohial este ca în viitor capela să ofere un cadru mai intim pentru unele dintre funcțiunile bisericești din catedrală, cum ar fi nunți sau botezuri. Capela are o mică orgă a ei pentru aceste slujbe.
De la Reformă, capela Sf. Brigitte a fost folosită în principal pentru depozitarea diferitelor obiecte din inventarul bisericii din epoca catolică, care nu mai erau necesare în epoca luterană. Printre acestea, se numără scaunul oficiantului, cu trei locuri, scaunul cantorului și cutia de scrisori⁠(d) a canonicilor. Capela are și cea mai veche piatră funerară din catedrală, datând din cca. 1250. Regina Margareta a II-a a ales Capela Sf. Birgitte ca viitor loc de înmormântare pentru ea însăși cu un sarcofag creat de artistul Bjørn Nørgaard⁠(d). Sarcofagul este terminat și instalat, dar rămâne acoperit până la moartea reginei-mamă.

### Mormântul lui Frederic al IX-lea

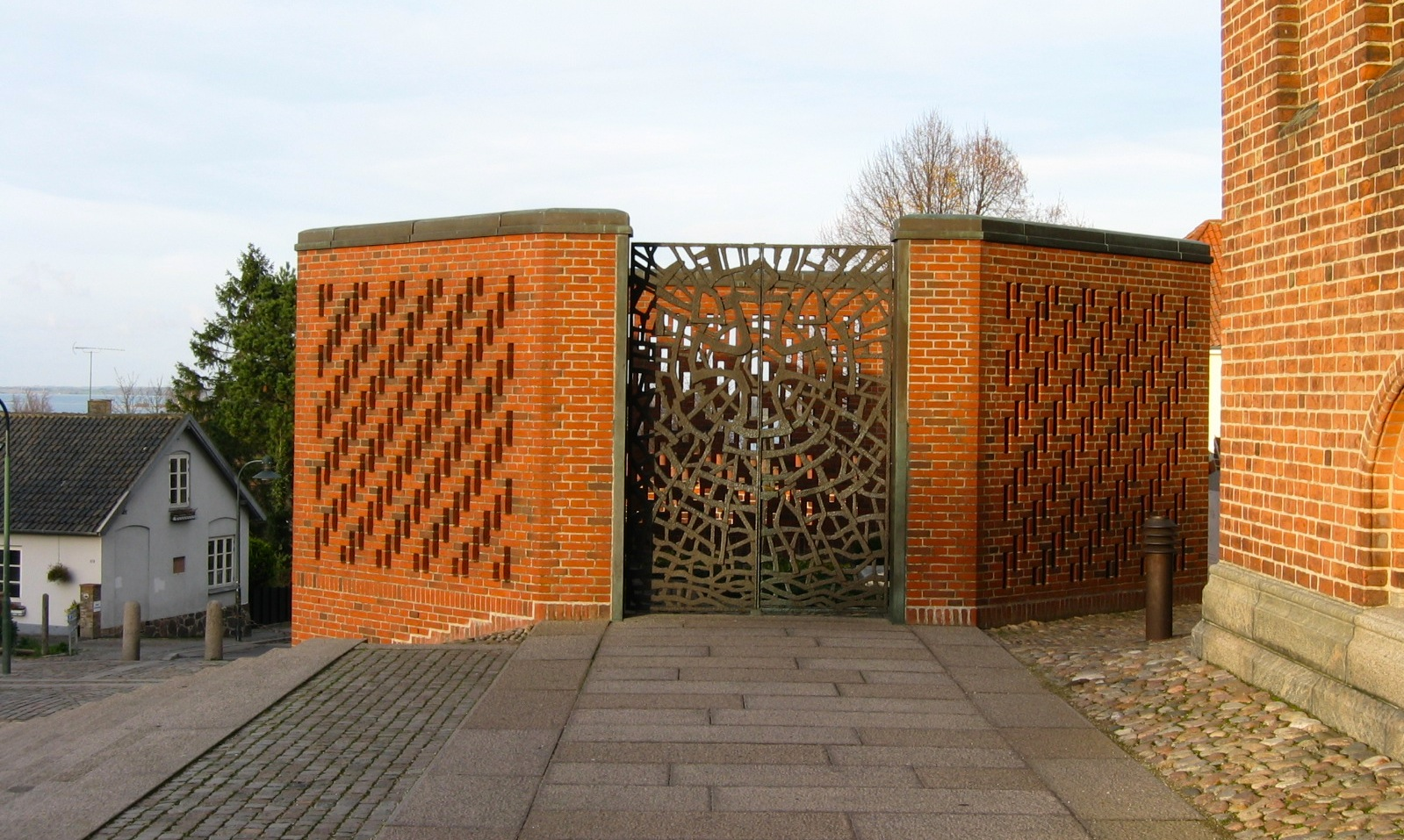
Mormântul lui Frederic al IX-lea

Deschis pe 23 septembrie 1985, a fost primul loc de înmormântare aflat în afara catedralei propriu-zise. Motivul construcției a fost dublu: fusese dorința lui Frederic al IX-lea să fie înmormântat în afara catedralei, într-un loc de unde se vede fiordul Roskilde⁠(d) (regele era un navigator pasionat și avusese legături strânse cu marina) și, în orice caz, nu mai rămăsese spațiu în capela lui Christian al IX-lea. Abia la moartea regelui, în ianuarie 1972, s-a deschis dezbaterea despre cum i s-ar putea îndeplini dorința. În luna mai a aceluiași an a avut loc o ședință, la care a participat municipalitatea, consiliul bisericii parohiale, Muzeul Național al Danemarcei și o fundație pentru construcții și cultură peisagistică. În 1974 a fost prezentat un document rezultat din discuție, în care se preciza cum va fi conservată zona și se va înființa noul mormânt. A existat o oarecare opoziție din partea membrilor consiliului parohial, care insistase ca tradiția de a îngropa monarhii în interiorul catedralei să fie păstrată. Planul urbanistic al zonei a fost finalizat în 1982 și au putut începe lucrările la mormânt.
Mormântul a fost proiectat de arhitectul Vilhelm Wohlert⁠(d) în cooperare cu Inger și Johannes Exner și constă dintr-un octogon din cărămidă simplu și descoperit, cu o poartă de bronz proiectată de Sven Havsteen-Mikkelsen. Piatra funerară a fost realizată din granit groenlandez de sculptorul Erik Heide, deși mormântul nu a fost sigilat definitiv decât după înmormântarea reginei Ingrid în 2000. La dorința reginei Ingrid, terenul mormântului este acoperit cu viță de vie și plante sălbatice aduse din tot regatul.

## Înmormântările regale

### Cor
- Margrethe I (d. 1412): imediat în spatele altarului mare

### Pilele care flanchează absida
- Harald Dinte-Albastru (m. 985–986): se presupune că a fost îngropat în pila de nord-vest, dar nu au fost găsite morminte sau rămășițe
- Sweyn al II-lea Estridsen (d. 1076) în pila de sud-est

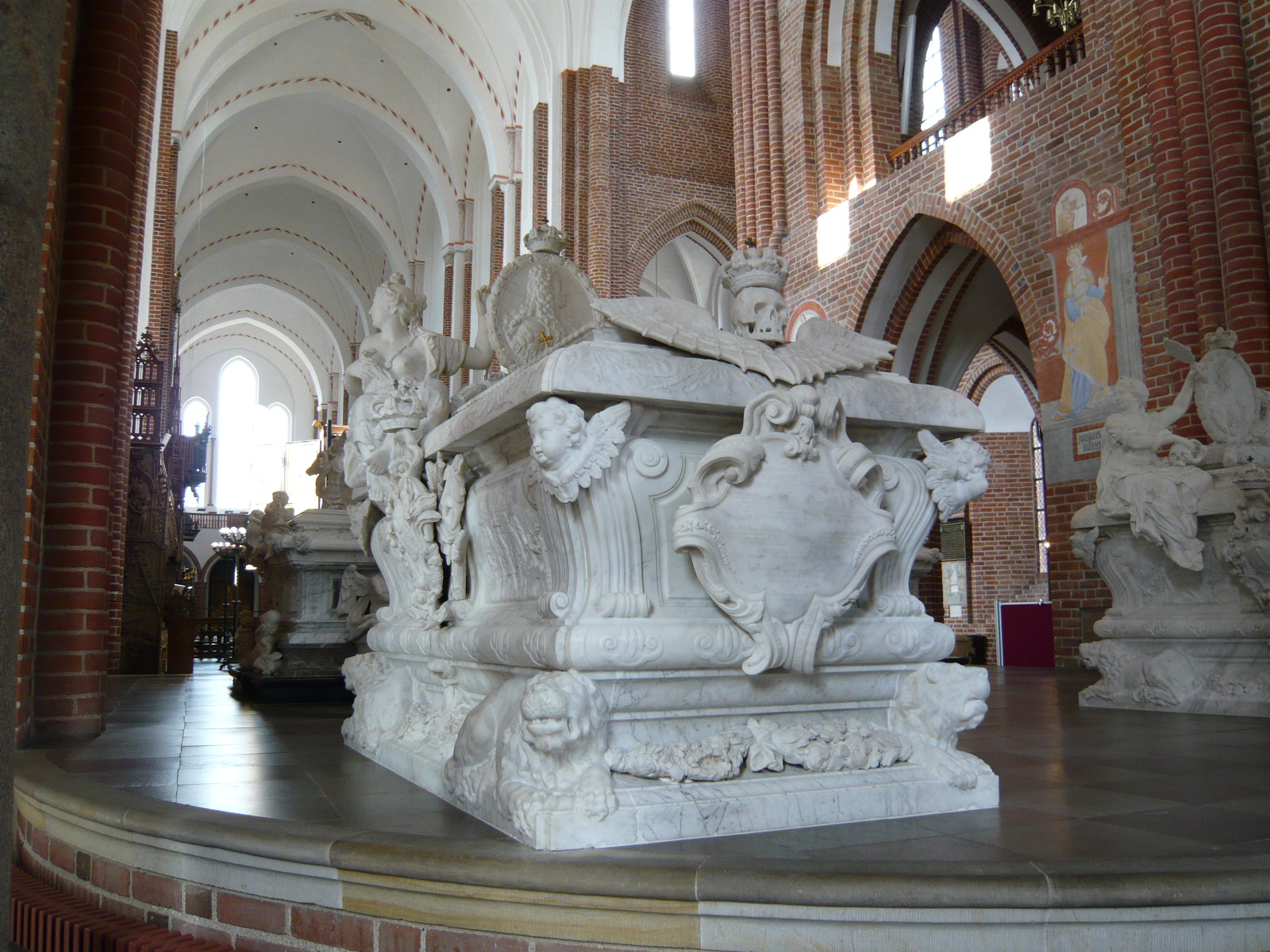
Sarcofagul lui Christian al V-lea (1646–1699)

Estrid Svendsdatter⁠(d) (d. între 1057 și 1073) se credea că a fost îngropată în pila din nord-est, dar un test ADN în 2003 a infirmat mitul, deoarece rămășițele aparțineau unei femei mult prea tinere pentru a fi Estrid Svendsdatter. Noua teorie este că semnul de pe pilă se referă la Margareta Hasbjörnsdatter⁠(d), care era cunoscută și sub numele de Estrid și care s-a căsătorit cu Harald al III-lea Hen, fiul lui Sweyn Estridsen. În stâlpul de sud-vest se află rămășițele a doi episcopi, Asser și Vilhelm⁠(d).

### Absidă
- Christopher al III-lea al Bavariei (d. 1448)
- Christian al V-lea (m. 1699) și regina Charlotte Amalie de Hessa-Kassel (sau Hesse-Cassel) (d. 1714)
- Frederic al IV-lea (d. 1730) și regina Louise de Mecklenburg-Güstrow (d. 1721)

### Capela Magilor (Capela lui Christian I)
- Christian I (d. 1481) și regina Dorothea de Brandenburg (d. 1495)
- Christian III (m. 1559) și regina Dorothea a Saxa-Lauenburg (d. 1571)
- Frederic al II-lea (d. 1588) și regina Sofia de Mecklenburg-Schwerin (d. 1631)

### Capela lui Frederic al V-lea
- Christian al VI-lea (m. 1746) și regina Sofia Magdalena de Brandenburg-Kulmbach (d. 1770)
- Frederic al V-lea (m. 1766) și regine: Louise a Marii Britanii (d. 1751) și Juliana Maria de Brunswick-Wolfenbüttel (d. 1796)
- Christian al VII-lea (d. 1808)
- Frederic al VI-lea (d. 1839) și regina Marie de Hessa-Kassel (sau Hesse-Cassel) (d. 1852)
- Christian al VIII-lea (m. 1848) și regina Caroline Amalie de Schleswig-Holstein (m. 1881)

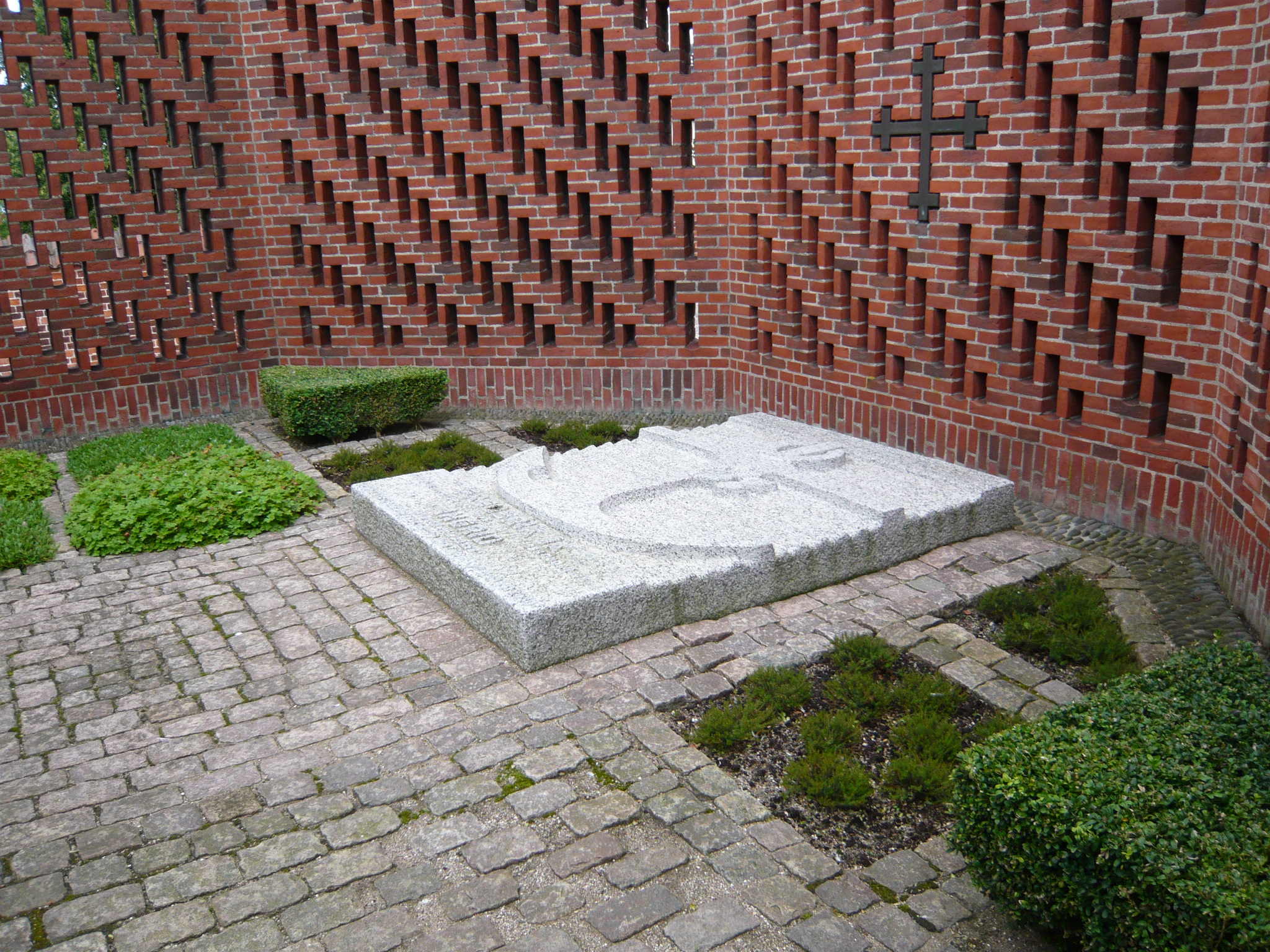
Piatra funerară a lui Frederic al IX-lea și a reginei Ingrid

- Frederic al VII-lea (d. 1863)

### Capela lui Christian al IV-lea
- Christian, principe ales⁠(d) (d. 1647)
- Christian al IV-lea (d. 1648) și regina Anne Catherine de Brandenburg (d. 1612)
- Frederic al III-lea (d. 1670) și regina Sophie Amalie de Brunswick-Calenberg (d. 1685)

### Capela lui Christian al IX-lea
- Christian al IX-lea (1906) și regina Louise de Hessa-Kassel (1898)
- Frederic al VIII-lea (1912) și regina Louise a Suediei-Norvegiei (1926)
- Christian al X-lea (1947) și regina Alexandrine de Mecklenburg-Schwerin (1952)

### Mormântul lui Frederic al IX-lea
- Frederick al IX-lea (m. 1972) și regina Ingrid a Suediei (d. 2000)

### Mormântul Mariei Feodorovna
- Maria Feodorovna (d. 1928), prințesă daneză și țarină a Rusiei în calitate de soție a țarului Alexandru al III-lea a fost înmormântată aici de la moartea ei în 1928 până când a fost reînhumată în Rusia printr-o serie de ceremonii, între 23 și 28 septembrie 2006. De atunci, rămășițele ei se odihnesc lângă soțul ei.[46]

## Corul de băieți

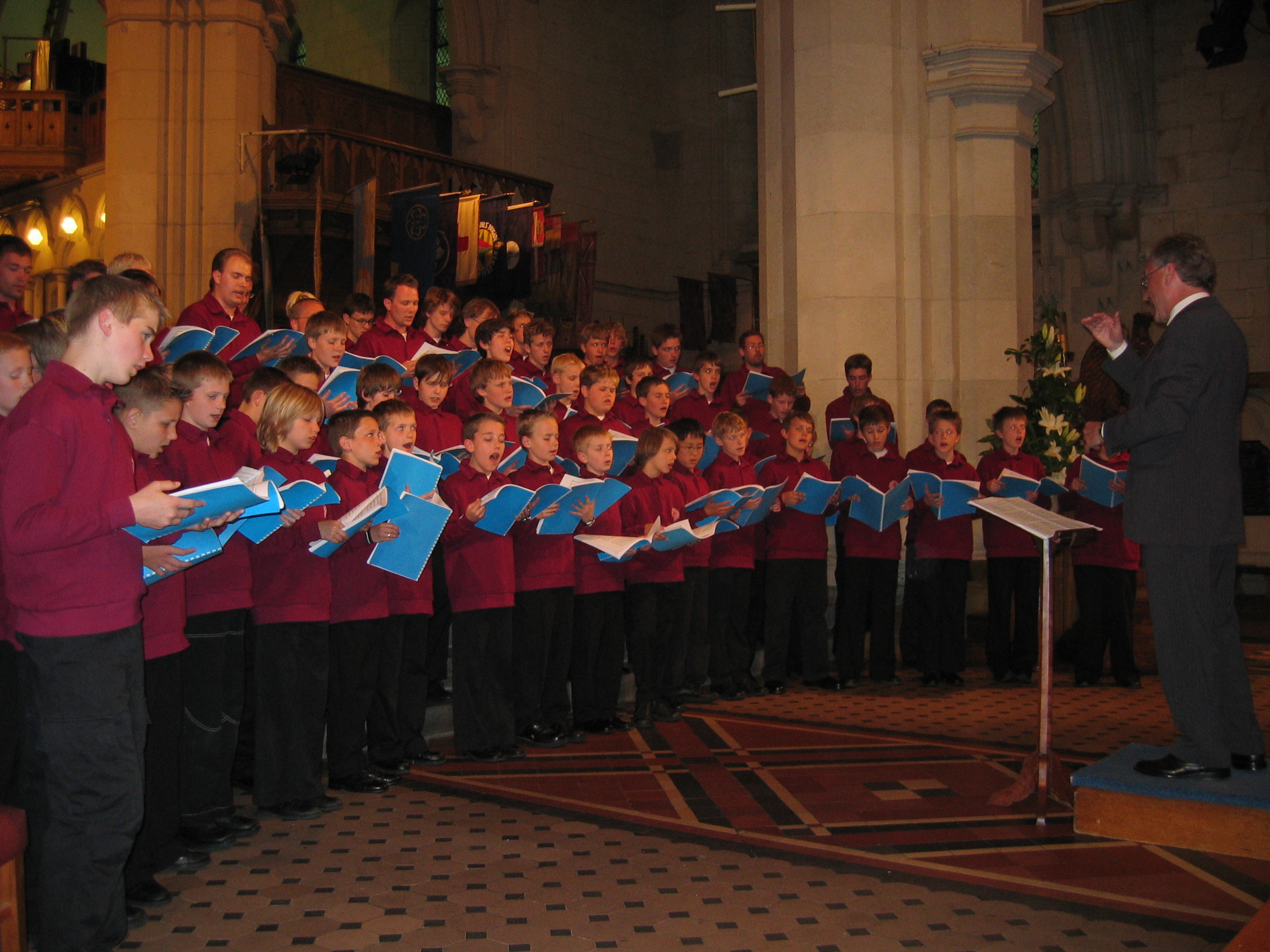
Corul de băieți

Din 1987, catedrala găzduiește unul dintre principalele coruri de băieți din Danemarca, Corul de Băieți al Catedralei Roskilde. Corul este o resursă esențială în activitatea parohială pentru tineret. Toți coriștii merg la școala obișnuită, dar se întâlnesc de 2–3 ori pe săptămână pentru a repeta. La fiecare doi ani, corul călătorește în străinătate în diferite destinații, cum ar fi Noua Zeelandă, Scandinavia, Anglia, Groenlanda, Franța și Canada.

## Orga
În 1554, o nouă orgă construită de Herman Raphaelis⁠(d) (cunoscut și sub numele de Hermann Rodensteen) a fost donată catedralei pentru slujbele religioase. A fost actualizată/mărită în 1611, 1654, anii 1690 (?), 1833, 1926 și anii 1950. În anii 1980 s-au observat probleme tonale și tehnice. O investigație amănunțită – și prezența în instrument a unei cantități considerabile de conducte din secolele al XVI-lea și al XVII-lea – a condus la decizia de a recrea o orgă daneză clasică din secolul al XVII-lea. Această lucrare a fost realizată de Marcussen & Søn și finalizată în 1991.